# Бюджетная система
Бюджетная система — совокупность бюджетов государства, административно-территориальных единиц и бюджетов (смет) и счетов автономных в бюджетном отношении учреждений и фондов, основанных на экономических отношениях и юридических нормах. Характер бюджетной системы определяется социально-экономическим и политическим строем страны, а её организационное построение зависит от формы государственного и административного устройства.

## Типы
О. М. Рой выделяет три типа бюджетных систем по степени их централизации:
1. Централизованная модель (Германия) характеризуется перераспределением общегосударственных (федеральных в случае Германии) налогов через отчисления в местные бюджеты.
2. Децентрализованная система (Канада) использует непересекающиеся общегосударственные и местные налоги, при этом центральная власть берёт на себя расходы по выполнению законов государства.
3. Смешанная.

Разделяются также «американская», «европейская» и «японская» бюджетные системы. Для американской системы характерно возложение социальной нагрузки на доходы граждан, с этим связан более высокий уровень оплаты труда и относительно низкая доля госбюджета в ВВП (7,5 % в 1913 году, 35 % в 2003). Европейская система предполагает предоставление социальных гарантий из бюджетных средств, что требует существенно более высокой доли бюджета в ВВП (на 2000 год, в Германии 42 %, Швеции — 67 %). В японской системе существенная часть бремени социальной нагрузки возложена на компании.